# Язык жестов североамериканских индейцев
Язык жестов североамериканских индейцев — жестовый язык, универсальное средство общения, изобретённое индейцами Великих Равнин, говорившими на разных языках. С лингвистической точки зрения представляет собой пиджин.

## История и география
Время возникновения языка жестов североамериканских индейцев неизвестно. Европейцы, впервые посетившие Великие Равнины, уже обнаружили, что индейцы используют его. Это подтверждают записи Кабеса де Вака в 1527 году и Васкеса де Коронадо в 1541 году.
Язык жестов североамериканских индейцев включал около 500 знаков, изображавшихся определёнными движениями рук, положением головы или выражением лица. Его понимали представители десятков народов на огромной территории в 2,6 миллиона км² от равнин Альберты на севере и до Рио-Гранде на юге, от Миссисипи на востоке до Невады и Орегона на западе. Во времена освоения Дикого Запада его знали многие белые торговцы, скупщики пушнины и трапперы. Большинство индейцев того времени полагало, что  язык жестов изобрели кайова, потому что они были наиболее искусны в нём, в то время как наиболее удалённые от земель кайова племена  были наименее опытны. Более вероятно, что кайова великолепно владели этим языком, поскольку жили на географическом перекрестке: команчи, липаны и тонкава — на юге, сиу, кроу, восточные шошоны, черноногие и другие — на севере. Кайова являлись посредниками, шла ли  речь о войне или  о  мире,  и  по  необходимости  они  распространяли этот язык, но вряд ли были его создателями. Язык жестов североамериканских индейцев развивался везде, где ему не было альтернативы, и ко времени освоения Великих Равнин белым человеком он стал виртуозным и быстрым заменителем речи.                                       
В 1885 году язык жестов североамериканских индейцев использовало более 110 тысяч человек из племён сиу, шайеннов, черноногих, арапахо и кайова. Офицер армии США Уильям Кларк, интересовавшийся обычаями и культурой равнинных индейцев, описал язык жестов североамериканских индейцев в своей книге «Индейский язык жестов» (англ. The Indian Sign Language), опубликованной в 1885 году.
Ныне существует небольшое количество людей, знающих язык жестов североамериканских индейцев.

## Исследования в СССР
В 1935 году, во время пребывания в СССР и обучения в аспирантуре американца Арчи Финнея, представителя народа не-персе, был снят научно-учебный фильм «Язык жестов североамериканских индейцев». Помимо Финнея, в создании фильма приняла участие аспирантка Виктория Ярцева (названная в приказе директора ЛИФЛИ «инициатором и научным руководителем фильма»), профессор Александр Рифтин и академик Иван Мещанинов. Фильм было рекомендовано демонстрировать «в виде учебного пособия по общему языкознанию». При этом фильм был сделан в двух вариантах: первый — чисто научный, для Академии наук СССР, включал объяснение 750 жестов; второй фильм — популярный, для массовой аудитории, с объяснением 150 жестов. Начинался фильм словами академика Николая Марра о происхождении языка. По состоянию на 2015 год считается утраченным.